# Regeringsformatie België 1944
Na de ontslag van de regering-Pierlot V op 21 september 1944 ging de formatie van een nieuwe Belgische regering van start. De formatie duurde 6 dagen en leidde tot de vorming van de regering-Pierlot VI.

## Verloop van de formatie

### Aanloop naar de formatie
In september 1944 vond de Bevrijding van België plaats, na vier jaar Duitse bezetting. Op 8 september dat jaar keerden de ministers van de regering-Pierlot V (bestaande uit het Katholiek Blok, de socialistische BSP-PSB en de Liberale Partij, die tijdens de Tweede Wereldoorlog in Londen had verbleven, terug naar België. Omdat het staatshoofd, koning Leopold III, een dag na de landing van de geallieerden in Normandië op 6 juni 1944 met zijn gezin naar Duitsland was gedeporteerd, werd prins Karel, de broer van Leopold III, op 21 september tot regent aangesteld. Omdat het land voor een hele reeks uitdagingen stond, met name het opnieuw op gang brengen van de economische activiteiten, de bestraffing van de collaborateurs en het herstel van de verwoestingen aangericht tijdens de oorlog, leek het premier Hubert Pierlot (katholiek) opportuun om de nieuwe regering te vormen. Daarom diende hij dezelfde dag nog het ontslag van de regering in.

### Formateur Romain Moyersoen (21 september - 22 september 1944)

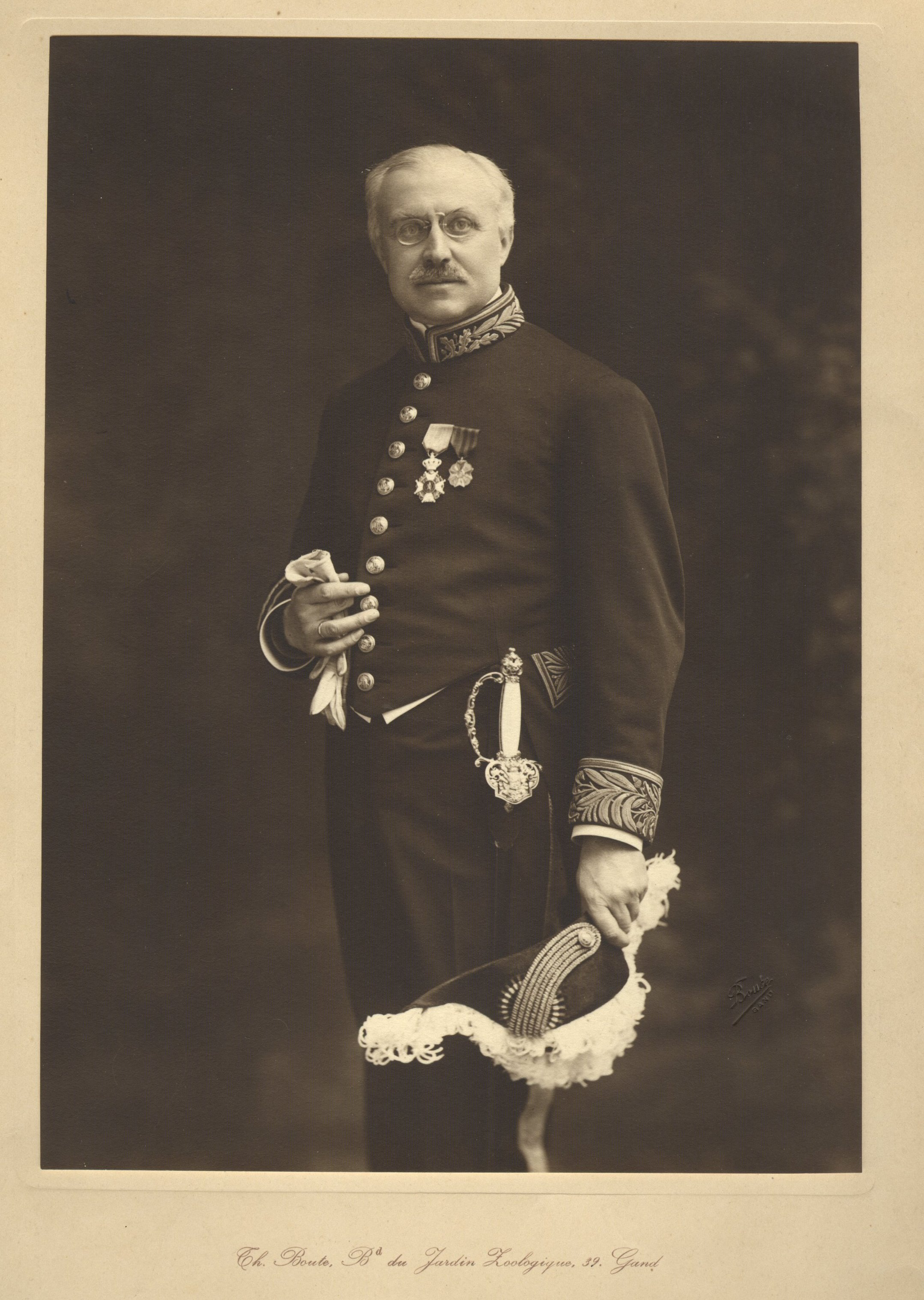
Romain Moyersoen.

Voor de leiding van de nieuwe regering werd in eerste instantie gekeken naar een politicus die tijdens de bezetting in België had verbleven. Hierbij werd gedacht aan de voor de oorlog prominente politicus Romain Moyersoen (katholiek), voorzitter van de katholieke Senaatsfractie, voormalig minister en voormalig Senaatsvoorzitter. Moyersoen werd door de prins-regent aangezocht om een regering te vormen, maar hij faalde al snel in zijn opdracht. Moyersoen had namelijk een zeer conservatief imago en was voorstander van een sterk regime, waardoor hij in socialistische kringen niet aanvaardbaar was als eerste minister. Ook de geallieerden wilden niet dat Moyersoen premier zou worden, omdat hij volgens hen onvoldoende leiderschapscapaciteiten had. Op 22 september 1944 werd hij van zijn formateursopdracht ontheven.

### Formateur Paul Tschoffen (22 september - 24 september 1944)
Vervolgens werd Paul Tschoffen (katholiek) door de prins-regent belast met de opdracht om een regering te vormen. Ook Tschoffen behoorde tot de vooroorlogse politieke elite en was in de jaren 1920 en 1930 meermaals minister. Tijdens de oorlog was Tschoffen in 1943 naar Londen gevlucht, waar hij door de regering benoemd werd tot hoofd van de zending voor Burgerlijke Zaken, dat in samenwerking met de geallieerden in de bevrijde gebieden voor humanitaire hulpverlening, voedselbevoorrading, herstel van infrastructuur en het opnieuw op gang brengen van het bestuur moest zorgen.
Tschoffen startte onderhandelingen over een regering van nationale eenheid, waarbij ook de communistische KPB-PCB werden betrokken. Omdat de onderhandelende partijen hem echter niet geschikt vonden als eerste minister, diende Tschoffen op 24 september zijn ontslag in als formateur.

### Formateur Hubert Pierlot (24 september - 26 september 1944)

Hubert Pierlot.

Dezelfde dag nog werd ontslagnemend premier Hubert Pierlot aangezocht als formateur. Hoewel Pierlot liever niet opnieuw premier zou worden, aanvaardde hij de opdracht toch, omdat de andere leden van de regering in Londen en de geallieerden vonden dat hij op dat moment de enige politicus was die over het nodige gezag beschikte om herstelmaatregelen te treffen en de orde te herstellen. Na drukke onderhandelingen met de andere partijen kon Pierlot op 25 september de samenstelling van de nieuwe regering aankondigen. De regering-Pierlot VI telde  19 ministers en was daarmee de grootste Belgische regering tot dan toe. In de regering, die gedomineerd werd door politieke figuren die tijdens de bezetting in Londen hadden verbleven, werden ook drie communisten opgenomen, die tijdens de oorlog een prominente rol hadden gespeeld in het Onafhankelijkheidsfront, een van de belangrijkste verzetsbewegingen tijdens de oorlog. Een dag later legden de nieuwe ministers de eed af. Op 3 oktober werd in het parlement de regeerverklaring voorgelezen, in de Kamer door premier Pierlot in het Frans en door minister August de Schryver (katholiek) in het Nederlands en in de Senaat door minister Paul-Henri Spaak (PSB) in het Frans en minister Edmond Ronse (katholiek) in het Nederlands. Dezelfde dag gaf de Kamer haar vertrouwen aan de regering, op 4 oktober gevolgd door de Senaat.

## Vorming regering-Pierlot VII
Uit vrees dat verzetsorganisaties zouden vervellen tot gewapende milities die de politieke stabiliteit van het land zouden ondermijnen, vaardigden minister van Landsverdediging Fernand Demets (liberaal) en minister van Financiën Camille Gutt (onafhankelijk) op 13 november 1944 een ministerieel besluit uit waarin leden van verzetsbewegingen een week de tijd kregen om al hun wapens in te leveren. Omdat het aan de communisten gelieerde Onafhankelijkheidsfront zich hiertegen verzette, beslisten de communistische ministers op 16 november de regering te verlaten en droegen ze premier Pierlot op om hun ontslag aan te bieden bij de prins-regent. De katholieken, liberalen en socialisten vormden dezelfde dag nog de regering-Pierlot VII, die dezelfde ministers bevatte als de vorige regering, uitgezonderd de communistische ministers Albert Marteaux, Raymond Dispy en Fernand Demany.